# C/2020 F3 (NEOWISE)
C/2020 F3 (NEOWISE), of kortweg Neowise, is een komeet met een elliptische baan die op 27 maart 2020 door de NEOWISE-ruimtetelescoop werd ontdekt en kort daarna vanaf de aarde ook met het blote oog zichtbaar werd. Kometen bestaan uit ijs en gruis. In de buurt van de zon verdampt het ijs en ontstaat een staart, die door het zonlicht zichtbaar is.
De komeet bleef bij helder weer in de maand juli (met name van 10 t/m 18 juli) met het blote oog zichtbaar. In de eerste periode daarvan was de komeet vanuit Nederland en België vooral aan het einde van de nacht goed te zien, vanaf 15 juli vooral aan het begin van de nacht. Om de staart goed te zien was een verrekijker nodig. Gedurende deze periode werd de komeet steeds minder helder. Vanaf eind juli was de komeet niet meer zichtbaar met het blote oog.

## Ontdekking

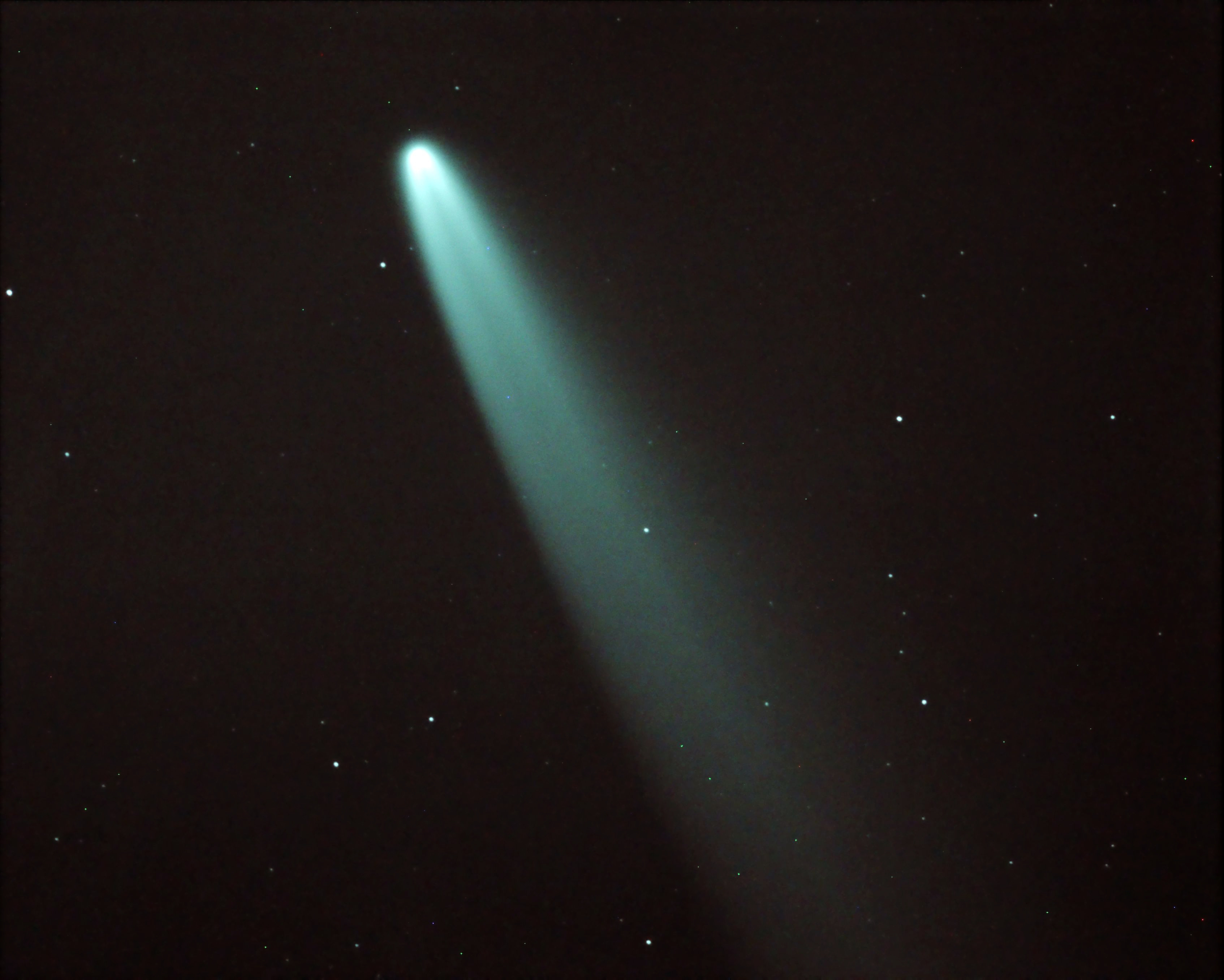
C/2020 F3 op 9 juli, met een staart.

De komeet werd op 27 maart 2020 ontdekt door de NEOWISE-ruimtetelescoop. De komeet werd ontdekt op foto's met infrarood licht, waaruit de beweging van de komeet bleek ten opzichte van de vaste sterren en sterrenstelsels. De foto's werden bewerkt zodat de signalen van het 3,4 micrometer kanaal van NEOWISE in een blauwe kleur, cyaan, werden afgebeeld, en de signalen van het 4,6 micrometer kanaal in rood. De komeet blijkt op deze foto veel roder te zijn dan de op de foto zichtbare sterren, omdat de komeet veel koeler is dan die sterren, en meer licht uitstraalt bij langere golflengtes. Op de foto's was de uitgestrekte halo van de komeet al zichtbaar.
Uit de waarnemingen werd geconcludeerd dat de komeet ongeveer 5 kilometer groot was. Door de infrarood gegevens te combineren met beelden met zichtbaar licht, kwamen de onderzoekers van NASA's Jet Propulsion Laboratory tot de conclusie dat de kern van de komeet wordt bedekt door donkere, roetachtige deeltjes, die afkomstig zijn uit de vorming van de komeet, bij het ontstaan van het zonnestelsel, ca. 4,6 miljard jaar geleden.

Overigens worden er regelmatig nieuwe kometen ontdekt. Zo werd op 15 juni 2020 door amateur astronoom Trygve Prestgard de 4000ste komeet ontdekt in de gegevens van de SOHO ruimtesonde. Het licht van deze komeet, SOHO-4000, is zeer zwak en de komeet heeft een omvang van slechts 5-10 meter. Vele van deze kleine kometen zijn restanten van een grotere komeet, X/1106 C1 waargenomen in het jaar 1106, die de Kreutz baan doorlopen, genoemd naar de Duitse astronoom Heinrich Kreutz. 

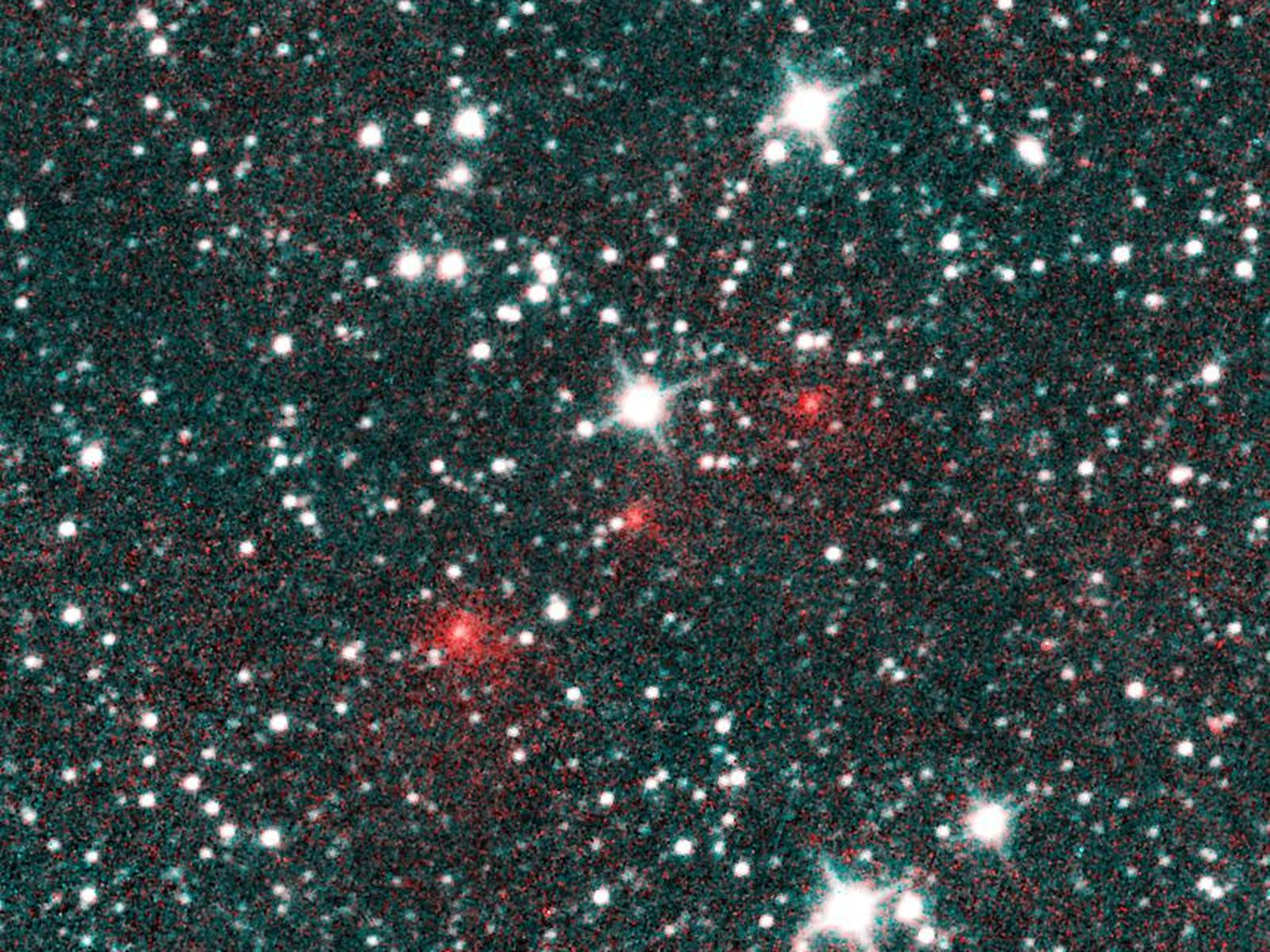
Ontdekkingsfoto van C/2020 F3 bestaande uit drie opnamen gemaakt op 27 maart 2020 door de WISE satelliet bij een golflengte van infrarood licht van 3,4 micrometer (aangegeven met een blauwe kleur) en 4,6 micrometer (rode kleur). Te zien is dat C/2020 F3 zich verplaatste ten opzichte van de vaste sterren.

## Geschiedenis en observaties

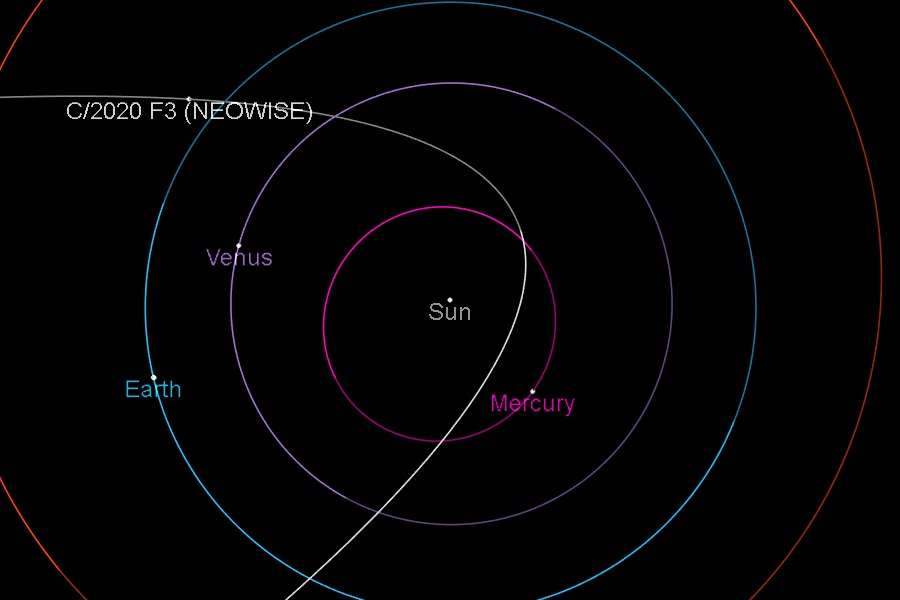
Diagram van de bijna parabolische baan van de komeet

Komeet Neowise kwam op 3 juli 2020 het dichtst bij de zon op een afstand van 0,29 astronomische eenheden. De komeet was van 11 juni 2020 tot 9 juli 2020 minder dan 20 graden van de zon verwijderd. Omstreeks 10 juni 2020, toen de komeet niet meer zichtbaar was door de straling van de zon, had hij een schijnbare magnitude van 7. Toen de komeet op 22 juni 2020 weer waarneembaar werd door de ruimtesonde SOHO, was de komeet helderder geworden (magnitude 3). Vanaf juli werd de komeet nog helderder, tot magnitude +1.
In juli bleek de komeet een tweede staart te hebben ontwikkeld. De eerste (blauwe) staart (de plasmastaart) bestaat uit geïoniseerde atomen en moleculen (zoals CO+). De ionisatie wordt veroorzaakt doordat de gasdeeltjes elektronen kwijtraken door het intense (ultraviolette) zonlicht. Deze (ionen)staart is van de zon af gericht, omdat de ionen in de staart meewaaien met de richting van de zonnewind. De tweede (grijs-witte) staart (de stofstaart) bestaat uit gas en stof dat verdampt is van het oppervlak van de komeet. Deze staart strekt zich uit langs de baan van de komeet.
Neowise was de helderste komeet sinds 1997 toen komeet Hale-Bopp zichtbaar was. Neowise werd ook waargenomen door de astronauten in het International Space Station.
De dichtste nadering van de aarde vond plaats op 23 juli 2020 op een afstand van 0,69 Astronomische eenheden (103 miljoen kilometer).
Na deze periheliumpassage is de omlooptijd van de komeet door verstoringen in de omloopbaan bij de passage van de komeet langs Jupiter en Saturnus vergroot van ongeveer 4500 jaar tot ongeveer 6787 jaar.

## Traject
De positie van de komeet ten opzichte van de sterren staat in onderstaande figuur. De positie is weergegeven met tussenpozen van 7 dagen. Bij elke positie is de datum aangegeven. De lussen aan de onderzijde worden veroorzaakt door de parallax, die ontstaat door de beweging van de aarde rond de zon. De schijnbaar snelste beweging langs de sterren treedt op als de komeet dicht bij de aarde is. Als de komeet ver van de aarde staat, is de relatieve verplaatsing zeer klein, de afzonderlijke punten zijn dan niet zichtbaar. 

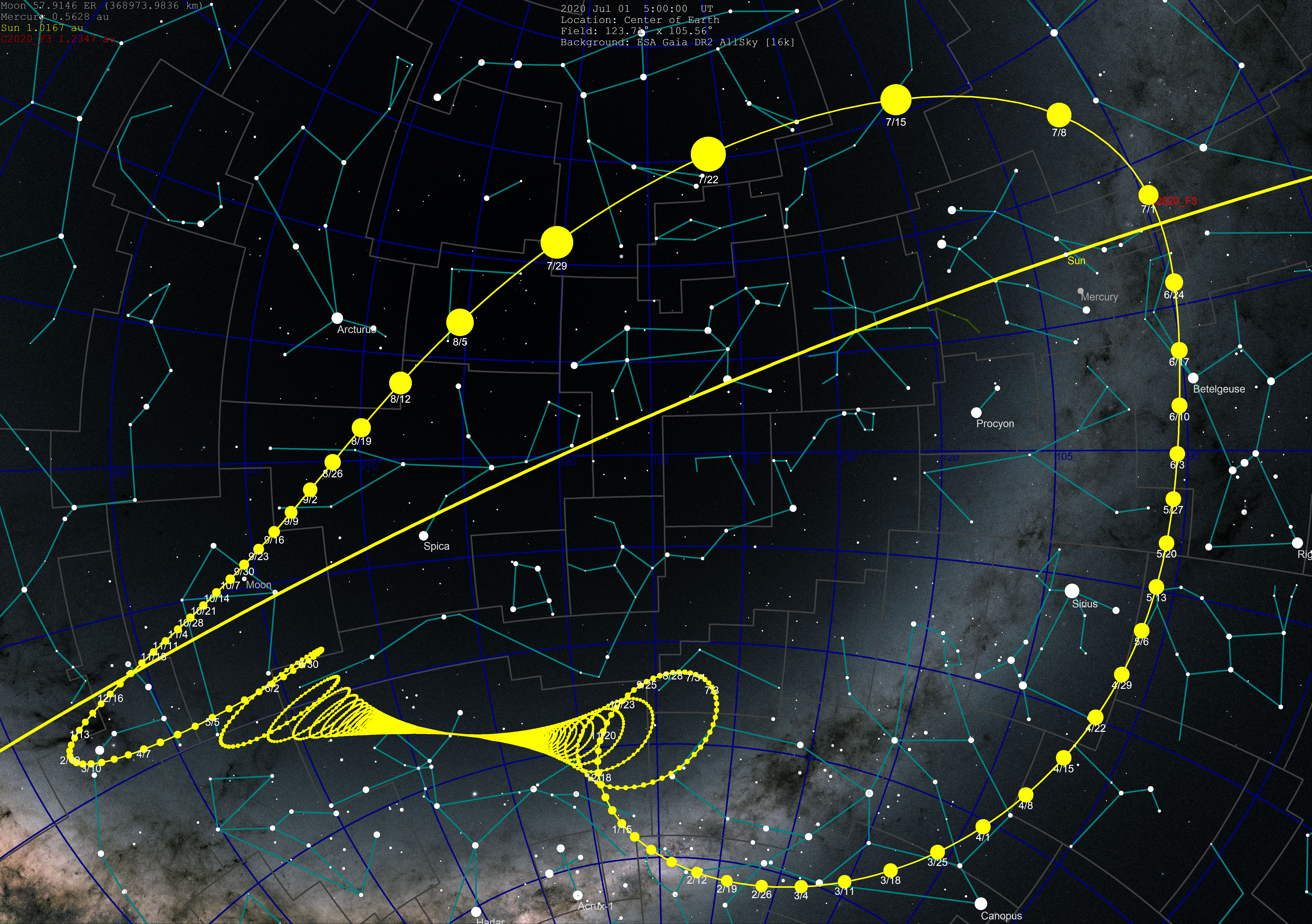